# 加圧水型原子炉

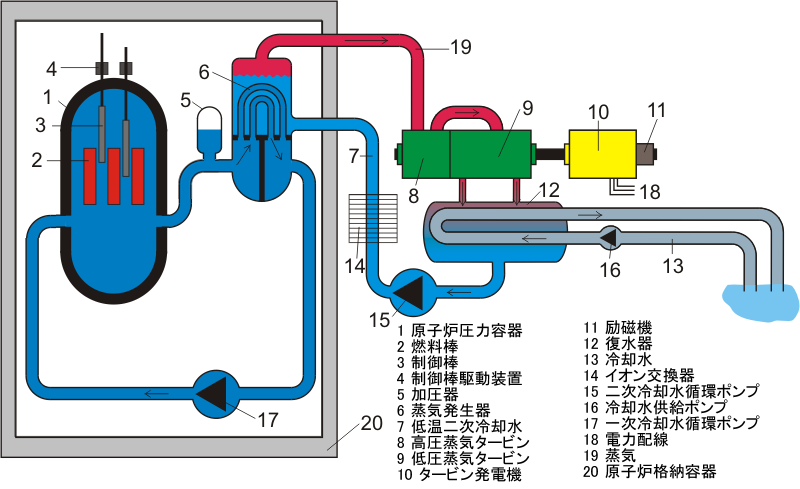
加圧水型原子炉の模式図。
（1） 原子炉圧力容器
（2） 燃料棒
（3） 制御棒
（4） 制御棒駆動装置
（5） 加圧器
（6） 蒸気発生器
（7） 低温の二次冷却水
（8） 高圧蒸気タービン
（9） 低圧蒸気タービン
（10） タービン発電機
（11） 励磁機
（12） 復水器
（13） 冷却水
（14） イオン交換器
（15） 二次冷却水循環ポンプ
（16） 冷却水供給ポンプ
（17） 一次冷却水循環ポンプ
（18） 電力配線
（19） 蒸気
（20） 原子炉格納容器

加圧水型原子炉（かあつすいがたげんしろ、英: Pressurized Water Reactor, PWR）は、原子炉の一種。核分裂反応によって生じた熱エネルギーで、一次冷却材である加圧水（圧力の高い軽水）を300℃以上に熱し、一次冷却材を蒸気発生器に通し、そこにおいて発生した二次冷却材の軽水の高温高圧蒸気を得る方式である。
2020年現在は主に発電炉として、原子力発電所や原子力潜水艦、原子力空母の発電に用いられている。

## 特徴
一次冷却水を高圧にすることで、液体のまま300°C以上まで加熱する。一次冷却水の熱を熱交換器を介して二次冷却水側に伝えて、二次冷却水が沸騰することで蒸気タービンへ蒸気を送る。
一次冷却系と二次冷却系が分離されており、放射性物質を一次冷却系に閉じこめることが出来るため、沸騰水型原子炉（BWR）のようにタービン建屋を遮蔽する必要が無く、タービン・復水器が汚染されにくいため保守時の安全性でも有利である。
加圧水型原子炉では制御棒が上部から圧力容器を貫いて炉心へ挿入される設計が採られている。沸騰水型原子炉では上部構造物による制限および反応度の効果的な制御のため、制御棒が格納容器の下から差し込まれる構造とは違い、圧力容器下部に穴が無い構造を取れる。
一方で、複雑な熱交換器やポンプや配管類が増えることにより保守性や安全性に別の問題も生じる。また、熱交換の際にロスが生じる。また圧力容器・一次冷却系配管に掛かる圧力も相応に高いためその設計製造には沸騰水型原子炉の圧力容器・配管よりも高い技術力が求められ、原子炉の設置コストも上がりがちである。
加圧水の炉心出口温度を上げることでより高い熱効率を得ることが出来るが、燃料棒の金属被覆ジルコニウムなどが高温に耐えられないため、火力発電所のように超臨界水を熱媒体として使用することは出来ず、また蒸気タービンに供給される蒸気は比較的低温の飽和蒸気となるため熱効率は火力プラントに比べて劣る。

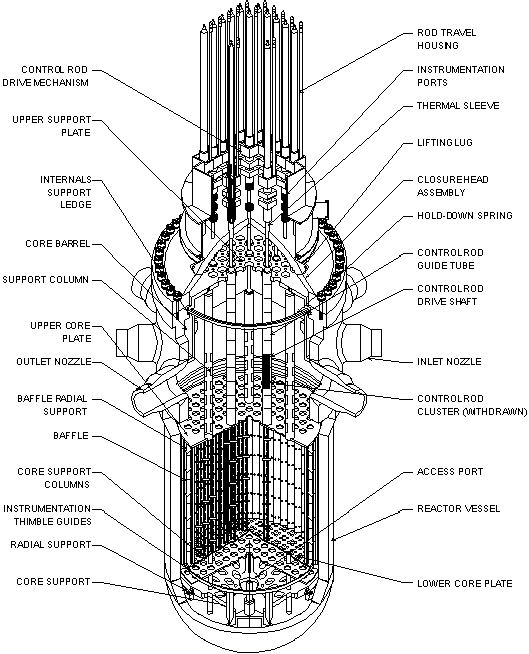
加圧水型原子炉 圧力容器

日本の商用炉においては、北海道電力、関西電力、四国電力、九州電力各社の全原子力発電所、および日本原子力発電の敦賀発電所の2号機（同発電所の1号機、並びに同社の東海第二発電所は、沸騰水型原子炉を採用）で、加圧水型が採用されている。
原子力潜水艦や原子力空母はほとんどが加圧水型原子炉を採用している。一次冷却材が沸騰を起こさず液体のまま炉心が冷却材に浸り続けるため、傾きや振動に対する動作安定性が比較的高いためである。そのため日本で実験された原子力船の「むつ」も加圧水型原子炉を搭載して実験航海した。

## 構成要素

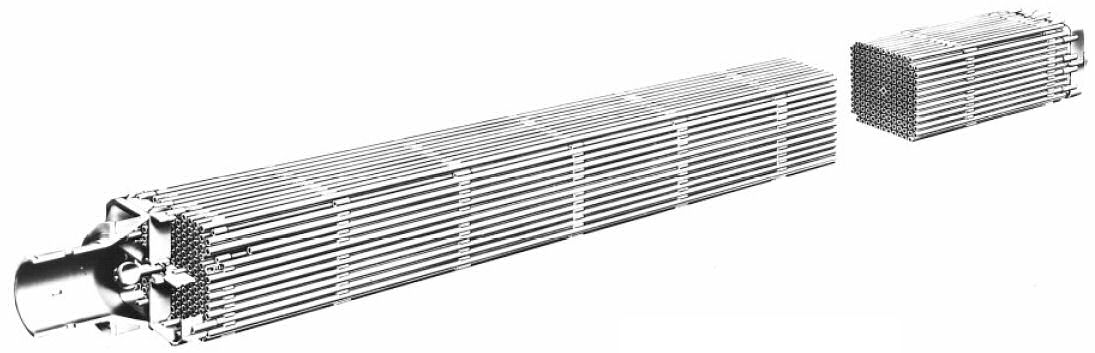
原子力船サバンナ号の燃料集合体 左端が上部にあたり、その中央に少し見える部分が制御棒が連結された端である。：：

- 核燃料低濃縮ウラン燃料。低濃縮の二酸化ウラン（UO2）を焼き固めて、パイプ状の金属ジルコニウムで被覆したものを数百本束ねて燃料集合体として固定や交換作業を簡便にしている。
- 冷却材
  - 一次冷却系：軽水（普通の水）
  - 二次冷却系：軽水

他の要素は原子炉や原子力発電、原子力発電所を参照。

## 市場シェア
加圧水型原子力発電所の設計・製造・建設は三菱重工業（MHI）、米WH（ウェスチングハウス・エレクトリック・カンパニー）がその主要なメーカーであったが、2006年に東芝が54億ドル（当時：約6210億円）に上る株式取得によりWHを関連会社としたことで、従来は沸騰水型原発の主要メーカーの一角であった東芝が、東芝-WH連合としてトップシェアを占めることになった。中国とインドを成長市場と位置づけ、PWR「AP1000」の受注を狙っていた。しかし2017年WHは経営破綻し、その後東芝は同社の株式を手放した。
なお、沸騰水型原子炉（BWR）の主要メーカーとしては東芝のほか、日立製作所とGE（ゼネラル・エレクトリック）（日本では両社の原子力事業統合会社「日立GEニュークリア・エナジー」を設立）があるが、2006年末時点で加圧水型原子炉（PWR）が軽水炉のうち74 %を占めている。
日本では戦後の技術導入の経緯から、関西電力は加圧水型原子炉（PWR）を、東京電力は沸騰水型原子炉（BWR）を、それぞれ原子力発電所の基本設計として採用し現在に至る。

## 形式
日本
- 三菱改良型加圧水型原子炉（APWR、三菱改良型、第3世代）

 フランス
- CPR-1000（第2世代+）
- 欧州加圧水型炉（EPR、第3世代）

 アメリカ合衆国
- System80
- AP1000（ウェスチングハウス改良型、第3世代+）

 韓国
- 韓国標準型原子炉（KSNP、System80ベース）

 ドイツ
- K-PWR（開発当時・西ドイツ）

 ロシア
- ロシア型加圧水型原子炉（VVER）